# Deborah Loewenberg Ball
Deborah Loewenberg Ball (1954) é uma  pesquisadora educacional notada por seu trabalho em instrução matemática e preparação matemática de professores. De 2017 a 2018 foi presidente da American Educational Research Association.
Ela serviu como decana da Escola de Educação da Universidade de Michigan de 2005 a 2016, e ela correntemente trabalha como William H. Payne Collegiate Professor of education. Ball dirige TeachingWorks, um grande projeto na Universidade de Michigan para redesenhar a maneira que professores são preparados para prática e para construir materiais e ferramentas que irão servir o campo de professor de educação amplamente. Por vezes em um campo de batalha dividido, Ball tem a reputação de ser respeitada por ambos matemáticos e educadores. Ela também é uma mentora muito respeitada por membros jovens da faculdade e diplomados.